# Cireșel
Cireșel románul: Cireșel, falu Romániában, a Bánságban, Krassó-Szörény megyében.

## Fekvése
Somosréve (Cornereva) mellett fekvő település.

## Története
Cireşel korábban Somosréve (Cornereva) része volt. 1956-ban vált külön településsé 46 lakossal.
1966-ban 58, 1977-ben 58, a 2002-es népszámláláskor 44 román lakosa volt.